# Northrop-Dornier ND-102
Northrop-Dornier ND-102 war die Bezeichnung für ein gemeinsam von Northrop (USA) und Dornier (Bundesrepublik Deutschland) in den späten 1970er und frühen 1980er Jahren durchgeführtes Kampfflugzeugprojekt. Die Arbeiten kamen jedoch über die Erstellung einer Reihe von Windkanalmodellen nicht hinaus. Viele Aspekte des Konzepts flossen später allerdings in die Entwicklung der Northrop YF-23 ein.

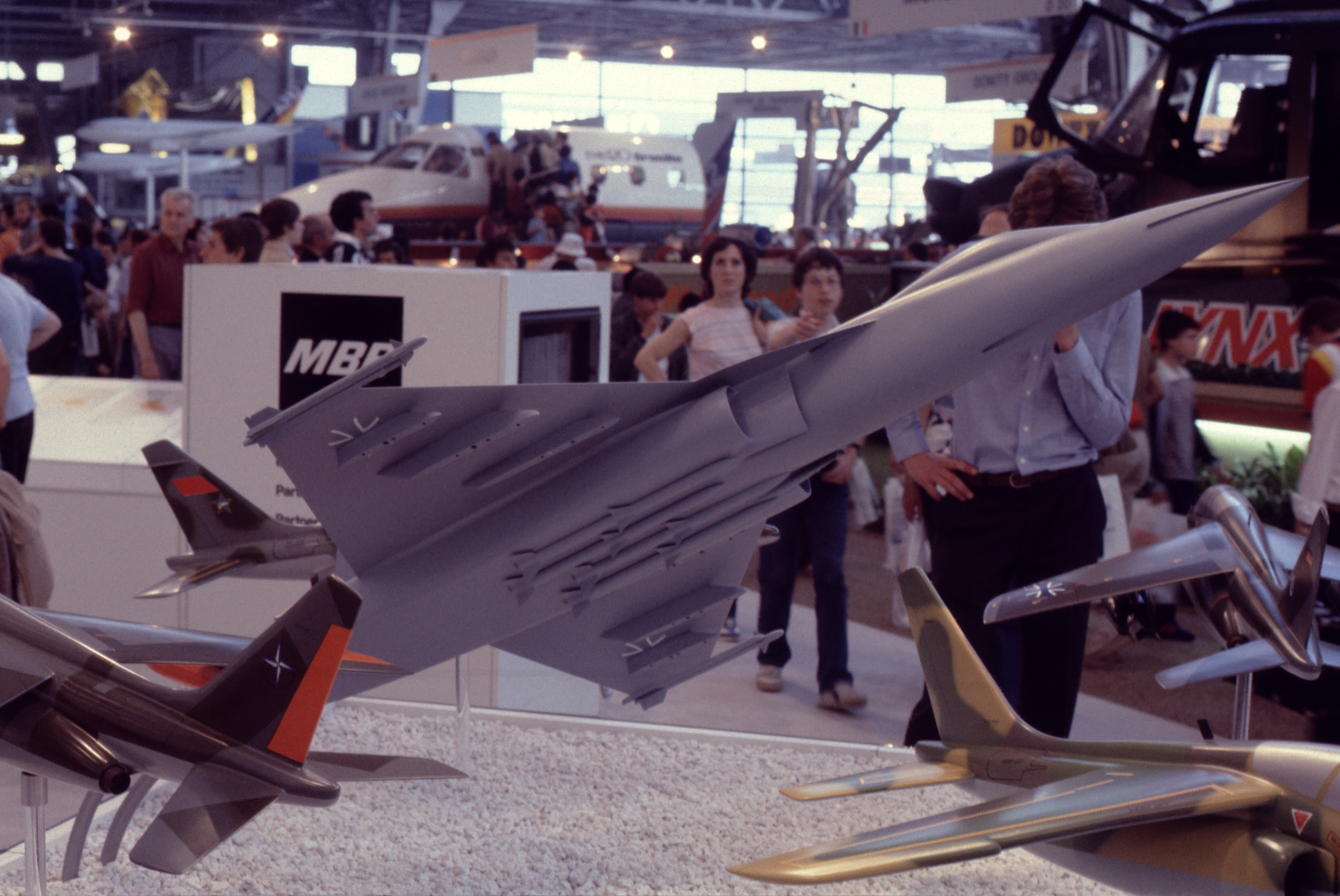

## Entwicklung
In den 1970er Jahren wurde eine Ausschreibung für ein neues Kampfflugzeug für die Deutsche Luftwaffe der 90er Jahre (TKF-90 / Taktisches Kampf-Flugzeug 90) herausgebracht. VFW-Fokker und Messerschmitt-Bölkow-Blohm stellten jeweils Entwürfe vor, die später in internationaler Kollaboration in der Entwicklung des Eurofighters mündeten. Hingegen entschied sich der dritte große deutsche Flugzeugbauer Dornier zu einer Kooperation mit dem US-Unternehmen Northrop, welches bereits über große Erfahrung mit taktischen Kampfjets verfügte.
Ab 1978 wurden über insgesamt 1200 Stunden 34 verschiedene Windkanal-Modelle getestet, aus dem schließlich 1982 ein optimierter Entwurf ausgewählt wurde, der stark an die heutige Saab Gripen erinnerte. Das Gesamtgewicht des Musters sollte etwa 25.000 lb (11.400 kg) betragen. Das Flugzeug sollte von zwei Pratt & Whitney PW1120-Triebwerken angetrieben werden.
Das Konzept wurde unter der Bezeichnung ND-102 International Fighter auf dem Pariser Luftfahrtsalon 1983 ausgestellt. Ein Jahr später wurde die Entwicklung eingestellt, möglicherweise weil die Zeichen der Zeit bereits deutlich auf eine europäische Kooperation zum Bau des neuen Kampfflugzeuges für die Luftwaffe hindeuteten.
Insgesamt investierten Northrop und Dornier ca. 20 Mio. US-Dollar in die Entwicklung.